# Lee Seung-yeop
Detta är ett koreanskt namn; familjenamnet är Lee.
Lee Seung-yeop, född den 11 oktober 1976 i Daegu, är en sydkoreansk basebollspelare som tog guld för Sydkorea vid olympiska sommarspelen 2008 i Peking, och som även tog brons vid olympiska sommarspelen 2000 i Sydney.
Lee representerade även Sydkorea vid World Baseball Classic 2006 och 2013. 2006, när Sydkorea kom trea, spelade han sju matcher och hade ett slaggenomsnitt på 0,333 och 2013 spelade han tre matcher och hade ett slaggenomsnitt på 0,400. 2006 utsågs Lee till turneringens all star-lag.